# Löpten
Löpten è una frazione del comune tedesco di Groß Köris, nel Brandeburgo.

Conta (1998) 329 abitanti.

## Storia
Löpten fu nominata per la prima volta nel 1546.

Costituì un comune autonomo fino al 2003.